# Großdeutscher Bund

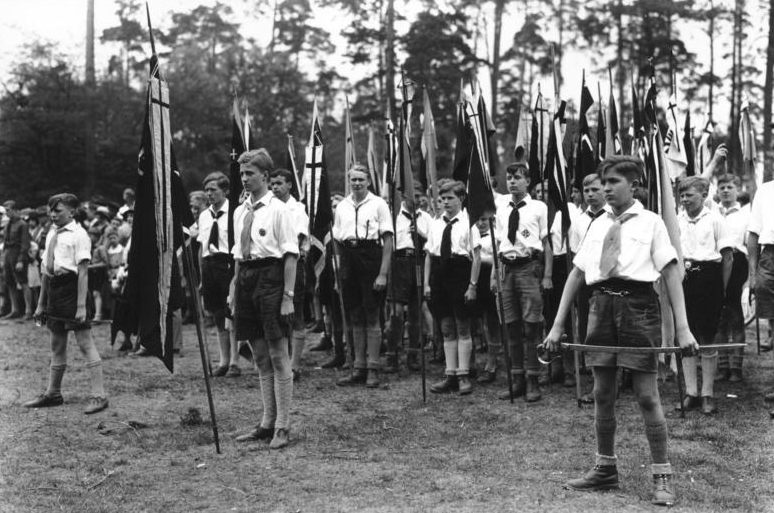
Lager des Großdeutschen Bunds im Grunewald, Berlin 1933

Der Großdeutsche Bund war ein im März 1933 entstandener, kurzlebiger Zusammenschluss aus zahlreichen Bünden der Bündischen Jugend. Sein Ziel war es, das Überleben eigenständiger Jugendbünde im NS-Staat sicherzustellen.

## Geschichte
Die Bündische Jugend war von Anfang der Weimarer Republik an völkisch-nationalistisch aufgestellt und prägte diese Ausrichtung über die Jahre hinweg weiter aus. Die NSDAP und mit ihr die Hitler-Jugend hatten aber schon 1929 ihren Führungsanspruch klargemacht. Nach der Machtergreifung am 30. Januar 1933 betonte Reichsjugendführer Baldur von Schirach erneut, dass die NSDAP ausschließlich die HJ als Jugendorganisation dulden würde.
Die Mehrheit der bündischen Organisationen versuchten daraufhin in einem hastigen Zusammenschluss ihre bereits seit Jahren verfolgten Einigungsbemühungen umzusetzen und zugleich eine ausreichend große Mitgliedsstärke zu erreichen, um doch noch neben der HJ als Mitgestaltende des NS-Staats bestehen bleiben zu können. Gründungsmitglieder am 28. März 1933 waren unter anderem die Deutsche Freischar, der Deutsche Pfadfinderbund, die Ringgemeinschaft Deutscher Pfadfinder, die Geusen und die Freischar junger Nation. Das entsprach rund 50.000 Mitgliedern. Die Bundesführung wurde Vizeadmiral Adolf von Trotha übertragen, einem seit Jahren aktiven Führer der Bündischen Jugend und nahen Bekannten des Reichspräsidenten Paul von Hindenburg, um über diese Kontakte die Position des Großdeutschen Bundes zu verstärken.
Per Telegramm an Adolf Hitler, Hindenburg und Reichswehrminister Werner von Blomberg bekannte sich der Bund unmittelbar nach seiner Gründung zum Nationalsozialismus. Mehrere ähnliche Verlautbarungen folgten kurz darauf. Trotha erhielt am 4. April eine Audienz bei Hitler. Gleichzeitig betonte der Großdeutsche Bund den Sonderweg der Bündischen Jugend und ihren Willen, sich nicht der Hitlerjugend anzuschließen. Mit einem roten Hakenkreuz auf schwarzem Grund als Bundeszeichen sollte Zielgleichheit bei unterschiedlichem Weg symbolisiert werden.
Die HJ ging unterdessen weiter gegen die Bünde vor. Neben publizistischen Angriffen wurden in den Geschäftsstellen der Dachverbände der Jugendbewegung Unterlagen über die Bünde und deren Mitglieder erbeutet. Örtliche HJ-Gruppen überfielen bündische Heime, verbrannten Wimpel, Kleidung und Literatur und verprügelten Bündische. Vertreter des Großdeutschen Bundes versuchten bei NS-Funktionären Schutz gegen diese Ereignisse zu erlangen, erhielten aber vor allem hinhaltende Antworten.
Ein gemeinsamer Bundestag wurde als Bundeslager am 4./5. Juni 1933 in Dresden auf dem Standortübungsplatz Heller geplant, aber vom NS-Reichsstatthalter Mutschmann kurzfristig verboten. Daher wich der Bund auf Munster aus, wo er ebenfalls von der Reichswehr unterstützt wurde. Bei dem Treffen mit rund 7000 Teilnehmern auf dem Truppenübungsplatz Munster wurden Uniformen der Hitlerjugend verbrannt und Spottverse auf Baldur von Schirach gesungen. Daraufhin umstellten Polizei, Hamburger SA und HJ das Lager. Zudem ordnete der Landrat des Landkreises Fallingbostel am ersten Tag den sofortigen Abbruch des Lagers an. Trotha forderte die Versammelten auf, freiwillig nach Hause zurückzukehren, und machte ihnen Mut, die innerhalb der HJ alsbald auftauchenden Personalprobleme zu nutzen, um sich dort einzubringen.
Am 17. Juni 1933 wurde der Großdeutsche Bund einschließlich seiner Mitgliedsbünde durch Schirach, den neuernannten „Jugendführer des Deutschen Reiches“, aufgelöst. Trotha intervenierte bei Hitler gegen das Verbot, erreichte jedoch nur, dass Schirach per Artikel im Völkischen Beobachter Trotha zusichern musste, dass das Verbot keine Geringschätzung von dessen Person bedeute. Trotha forderte die Mitglieder der Großdeutschen Bundes daraufhin am 28. Juni auf, sich den Anordnungen zu beugen und sich sofort der HJ anzuschließen.
Die Mitglieder der Großdeutschen Bundes wurden daraufhin in die Hitlerjugend eingegliedert. Die Hoffnung vieler Bündischer, ihre Denk- und Arbeitsweise in die Hitlerjugend einbringen zu können, zerschlug sich recht bald.
Das Verhalten des Großdeutschen Bundes wird von Hermann Giesecke, einem der prononciertesten Kritiker der Bündischen Jugend, folgendermaßen kommentiert:
„Mit Ergebenheitserklärungen, durch die praktisch Demokraten, Sozialisten und Juden ausgeschlossen wurden, versuchte man, die HJ rechts zu überholen. Ideologisch stand der Bund der HJ so nahe, daß primär wohl nur das elitäre Selbstbewußtsein der Einzelbünde einer Eingliederung in die ‚proletarische‘ Massenorganisation der HJ im Wege stand. Der Bund hatte nun etwa so viel Mitglieder wie die HJ und war deshalb eine ernstzunehmende Konkurrenz.“

## Bekannte Mitglieder
Ein bekanntes Mitglied war der Botaniker Kurt Mothes (alias Albin), der im Oktober 1933 in die SA eintrat und später von der Gestapo zur Strasser-Fraktion der NSDAP gezählt wurde.